# 아버지의 황혼
《아버지의 황혼》(영어: Dad)은 미국에서 제작된 게리 데이비드 골드버그 감독의 1989년 코미디 드라마 영화이다. 잭 레먼 등이 출연하였고, 조지프 스턴 등이 제작에 참여하였다.

## 출연
- 잭 레먼
- 테드 댄슨
- 올림피아 두카키스
- 캐시 베이커
  - 스프레이그 그레이든
- 케빈 스페이시
- 이선 호크
- J. T. 월시
- 리처드 맥고너글

## 기타 제작진
- 공동 제작: 샘 와이스먼, 릭 키드니
- 미술: 잭슨 더고비아
- 의상: 몰리 매기니스